# Paul Annacone
Paul Annacone (* 20. März 1963 in Southampton, New York) ist ein ehemaliger US-amerikanischer Tennisspieler.

## Karriere
Paul Annacone gewann drei Turniere im Einzel und 14 Titel im Doppel. Sein größter Erfolg war der Australian-Open-Sieg 1985 im Doppel mit dem Südafrikaner Christo van Rensburg. Er qualifizierte sich dreimal mit van Rensburg für das Doppel Masters Finale. Beim Masters Finale 1985, das im Januar 1986 stattfand, scheiterten sie mit 4:6 und 3:6 an Stefan Edberg und Anders Järryd. Beim Masters Finale 1987, das im Dezember 1987 stattfand, scheiterten sie nach Siegen über Peter Doohan und Laurie Warder sowie Gary Donnelly und Peter Fleming und Niederlagen gegen Stefan Edberg und Anders Järryd sowie Miloslav Mečíř und Tomáš Šmíd. Beim Masters Finale 1989, das im Dezember 1989 stattfand, schieden sie nach vier Niederlagen in der Vorrunde aus.
Annacone spielte nur einmal für die Davis-Cup-Mannschaft der Vereinigten Staaten. Im Halbfinale der Weltgruppe 1986 gegen Australien in Brisbane verlor er an der Seite von Ken Flach gegen Pat Cash und John Fitzgerald in fünf Sätzen.
Am bekanntesten war Annacone als langjähriger Trainer von Pete Sampras, mit dem er von 1995 bis 2001 sowie nochmal im Juli 2002 zusammenarbeitete und viele Erfolge feiern konnte. 2004 war er für kurze Zeit der Coach von Tim Henman. Im April 2008 übernahm er das Amt des Davis-Cup-Teamchefs von Großbritannien, von welchem er im Mai 2010 zurücktrat. Von August 2010 bis Oktober 2013 trainierte er den Schweizer Roger Federer.

## Erfolge

### Einzel
| Nr. | Datum              | Turnier     | Belag         | Finalgegner    | Ergebnis                |
| --- | ------------------ | ----------- | ------------- | -------------- | ----------------------- |
| 1.  | 16. September 1985 | Los Angeles | Hartplatz     | Stefan Edberg  | 7:6, 6:7, 7:6           |
| 2.  | 7. Oktober 1985    | Brisbane    | Hartplatz     | Kelly Evernden | 6:3, 6:3                |
| 3.  | 25. Juli 1989      | Wien        | Hartplatz (i) | Kelly Evernden | 6:7, 6:4, 6:1, 2:6, 6:3 |

### Doppel
| Nr. | Datum              | Turnier         | Belag         | Partner              | Finalgegner                    | Ergebnis           |
| --- | ------------------ | --------------- | ------------- | -------------------- | ------------------------------ | ------------------ |
| 1.  | 10. Dezember 1984  | Sydney Outdoor  | Rasen         | Christo van Rensburg | Tom Gullikson Scott McCain     | 7:6, 7:5           |
| 2.  | 4. Februar 1985    | Delray Beach    | Hartplatz     | Christo van Rensburg | Sherwood Stewart Kim Warwick   | 7:5, 7:5, 6:4      |
| 3.  | 22. April 1985     | Fort Myers (1)  | Teppich       | Christo van Rensburg | Steve Denton Tomáš Šmíd        | 6:4, 6:3           |
| 4.  | 23. September 1985 | San Francisco   | Teppich       | Christo van Rensburg | Brad Gilbert Sandy Mayer       | 3:6, 6:3, 6:4      |
| 5.  | 25. November 1985  | Australian Open | Rasen         | Christo van Rensburg | Mark Edmondson Kim Warwick     | 3:6, 7:6, 6:4, 6:4 |
| 6.  | 23. Februar 1987   | Key Biscayne    | Hartplatz     | Christo van Rensburg | Ken Flach Robert Seguso        | 6:2, 6:4, 6:4      |
| 7.  | 30. März 1987      | Chicago         | Teppich       | Christo van Rensburg | Mike DePalmer Gary Donnelly    | 6:3, 7:6           |
| 8.  | 13. April 1987     | Tokio           | Hartplatz     | Kevin Curren         | Andrés Gómez Anders Järryd     | 6:4, 7:6           |
| 9.  | 24. Oktober 1988   | Paris           | Teppich       | John Fitzgerald      | Jim Grabb Christo van Rensburg | 6:2, 6:2           |
| 10. | 13. Februar 1989   | Memphis         | Hartplatz (i) | Christo van Rensburg | Scott Davis Tim Wilkison       | 7:6, 6:7, 6:1      |
| 11. | 20. Februar 1989   | Philadelphia    | Teppich       | Christo van Rensburg | Rick Leach Jim Pugh            | 6:3, 7:5           |
| 12. | 23. Juli 1990      | Toronto         | Hartplatz     | David Wheaton        | Broderick Dyke Peter Lundgren  | 6:1, 7:6           |
| 13. | 16. April 1993     | Atlanta (2)     | Sand          | Richey Reneberg      | Todd Martin Jared Palmer       | 6:4, 7:6           |
| 14. | 18. Oktober 1993   | Peking          | Teppich       | Doug Flach           | Jacco Eltingh Paul Haarhuis    | 7:6, 6:3           |